# Cesanese di Olevano Romano superiore
Cesanese di Olevano Romano superiore o Olevano Romano superiore è un vino a DOC istituita con decreto del 30 novembre 2011 pubblicato sulla gazzetta ufficiale nº 295 del 20 dicembre 2011 prodotto nel comune di Olevano Romano e Genazzano in provincia di Roma

## Vitigni con cui è consentito produrlo
- Cesanese d'Affile e/o Cesanese comune minimo 85%
- altri vitigni a bacca rossa idonei alla coltivazione per la Regione Lazio massimo 15%.

## Tecniche di produzione
Per i nuovi impianti e reimpianti la densità non può essere inferiore a 3 000 ceppi per ettaro
È vietata ogni pratica di forzatura.
Richiede un invecchiamento fino al giugno successivo alla vendemmia

## Caratteristiche organolettiche
- colore: rosso rubino tendente al granato con l'invecchiamento;
- profumo: intenso e caratteristico;
- sapore: secco, armonico, vellutato;
- acidità totale minima: 5,0 g/l;

## Informazioni sulla zona geografica
Vedi: Cesanese di Olevano Romano DOC

## Storia
Vedi: Cesanese di Olevano Romano DOC

### Disciplinari precedenti
Un precedente disciplinare approvato con decreto del 25/10/2010, pubblicato sulla gazzetta ufficiale n. 262 del 9/11/2010, prevedeva:
- resa_uva=12,0 t/ha
- resa_vino=65%
- titolo_uva=11,5%
- titolo_vino=12,5%
- estratto_secco=24,0 g/l
- vitigni consentiti:
  - Cesanese d'Affile e/o Cesanese comune da soli o insieme minimo 85%
- Caratteristiche organolettiche
- colore: rosso rubino tendente al granato con l'invecchiamento;
- profumo: intenso e caratteristico;
- sapore: asciutto, armonico, vellutato;
- tecniche di produzione:
- Per i nuovi impianti e reimpianti la densità non può essere inferiore a 3 000 ceppi per ettaro
- Vietata ogni pratica di forzatura.
- Richiede un invecchiamento fino al giugno successivo alla vendemmia

## Produzione
Provincia, stagione, volume in ettolitri